# フィリップ・スパーク
フィリップ・スパーク（Philip Sparke, 1951年12月29日 - ）は、イギリスの作曲家。ブラスバンドおよび吹奏楽のための作品で知られる。

## 人物・来歴
ロンドンで生まれ、10代の頃にピアノやヴァイオリンのレッスンを受ける。王立音楽大学（RCM）にてトランペット、ピアノ、作曲を学び、在学中にディプロマ（ARCM）を取得。またこの時期に、最初に出版された作品である『コンサート・プレリュード』と『ガウディウム』を作曲する。1979年、ニュージーランドのブラスバンド選手権の100周年にて『長く白い雲のたなびく国「アオテアロア」』が初演される。
卒業後、BBCの委嘱による3作品で、欧州放送連合の"New Music for Band Competition"で3年連続優勝を果たす（1985『スカイライダー』、1986『オリエント急行』、1987『スリップストリーム』）。また、アメリカ空軍バンドからの委嘱で作曲した『ダンス・ムーブメント』で、1997年にサドラー国際作曲賞を受賞。2005年に『宇宙の音楽』で、2016年に交響曲第3番『色彩交響曲（カラー・シンフォニー）』で、NBAレヴェリ作曲コンテストの最優秀賞に輝く。
2000年に、自らの出版社「アングロ・ミュージック・プレス」を設立し、同レーベルよりCDも発売している。イギリス、アメリカを始めとして、日本、ヨーロッパ、オーストラリア、ニュージーランドなどで広く作曲家・指揮者として活躍している。
1991年には東京佼成ウインドオーケストラの委嘱で『セレブレーション』を作曲し、東日本大震災に際しては『陽はまた昇る』を贈るなど日本との関わりも深く、多くの演奏団体（吹奏楽団体が中心である）に作品が取り上げられている。

## 主要作品
ブラスバンド作品・吹奏楽作品両方にある楽曲は、スパーク自身によってブラスバンド編成から吹奏楽編成へ編曲したものである。また、「シンフォニエッタ第2番」（複数のブラスバンド曲が元になっている）や、「ダンス・ムーブメント」（第3楽章が、テンピースアンサンブルのための「ディヴェルティメント」からの転用）のように、別編成の楽曲を転用することも少なくない。

### 吹奏楽作品
- ジュビリー序曲（Jubilee Overture）
- ドラゴンの年（The Year of the Dragon）
- 長く白い雲のたなびく国「アオテアロア」（The Land of the Long White Cloud "AOTEAROA"）
- 祝典のための音楽（Music for a Festival）
- シアター・ミュージック（Theatre Music）
- ファンファーレ、ロマンスとフィナーレ（Fanfare, Romance and Finale）
- セレブレーション（Celebration）
- オリエント急行
- ダンス・ムーヴメント（Dance Movements）
- フィエスタ！（Fiesta!）
- アローザのための音楽（Music for Arosa）
- ディヴァージョン～スイス民謡による変奏曲（Diversions - Variations on a Swiss Folk Song）
- 交響曲第1番「大地、水、太陽、風」（Earth, Water, Sun, Wind - Symphony for Band）
- ハノーヴァーの祭典（Hanover Festival）
- 新しい夜明けへ（To A New Dawn）
- ハイランド讃歌組曲（Suite from Hymn of the Highlands）
- マスカレード（Masquerade）
- ハンティンドン・セレブレーション（A Huntingdon Celebration）
- 2つの川の狭間に（ファンファーレ・バンド編成から吹奏楽とブラスバンドへ編曲）
- ザ・バンドワゴン（The Bandwagon）
- 宇宙の音楽（Music of the Spheres）（ブラスバンド編成から吹奏楽へ編曲）
- 素晴らしき3つの冒険（Three Extraordinary Journeys - A Tribute to Jules Verne）
- ポストカード・フロム・シンガポール（Postcard from Singapore）
- ア・ウィークエンド・イン・ニューヨーク（A Weekend In New York）
- ナポリの休日（Neapolitan Holiday）
- 陽はまた昇る（The Sun Will Rise Again）
- 交響曲第2番「サヴァンナ・シンフォニー」
- カレイドスコープ〜「ブルックの歌」による5つの変奏曲  (Kaleidoscope〜Five Variations on the “Brugg Song”)
- GUARDIANS OF THE WAVES（海上保安庁音楽隊30周年記念委嘱作品)
- 暗闇から光へ

他

### ブラスバンド作品
- ジュビリー序曲（Jubilee Overture
- スカイライダー（Skyrider Concert-March）
- スリップストリーム（Slipstream Concert-March）
- ドラゴンの年（The Year of the Dragon）
- ロンドン序曲（A London Overture）
- 祝典のための音楽（Music for a Festival）
- オリエント急行（Orient Express）
- エニグマ変奏曲（Variation on an Enigma）
- ハーモニー・ミュージック（Harmony Music）
- パルティータ（Partita）
- ヴァイキング（The Vikings）
- コンチェルト・グロッソ（Concerto Grosso）
- ケンブリッジ・ヴァリエーション（Cambridge Variations）
- ブラスバンドのためのトリプティク（TRIPTYCH for Brass Band）
- 月とメキシコのはざまに（Between the Moon and Mexico）
- タリス・ヴァリエーション（Tallis Variations）
- ハイランド讃歌（Hymn of the Highlands）
- 宇宙の音楽 （Music of the Spheres）
- ダンスとアレルヤ（Dances and Alleluias）
- バトル・クリークのための音楽（Music for Battle Creek）
- 語られることのなかった物語（A Tale as Yet Untold）

他

### 独奏作品
- パントマイム（ユーフォニアムとピアノ伴奏、又はブラスバンド伴奏）
- パーティー・ピース（ユーフォニアムとピアノ伴奏、又はブラスバンド伴奏）
- ハーレクイン（ユーフォニアムとピアノ伴奏、又はブラスバンド伴奏）
- イーナの歌（ユーフォニアムとピアノ伴奏、又はブラスバンド伴奏）
- ソング・アンド・ダンス（コルネットとブラスバンド伴奏）
- マンハッタン（コルネットとブラスバンド伴奏）
- コルネット協奏曲（1991）
- ユーフォニアム協奏曲第1番（ユーフォニアムとブラスバンド伴奏）
- ユーフォニアム協奏曲第2番（ユーフォニアムと吹奏楽伴奏）
- 英国の賛美歌による変奏曲　（ユーフォニアムとピアノ伴奏）

他